# 司馬道賜
司马道赐（4世纪—420年），东晋宗室，司马钦曾孙，司马昙之之孙，河间王司馬國鎮之子。
司马道赐在东晋封新蔡王，但当时新蔡王为司馬惠。东晋义熙十一年（415年）正月，荆州刺史司马休之、雍州刺史鲁宗之举兵反对刘裕，刘裕派军征讨。四月，司马道赐作为刘敬宣的参军，在青州作乱，杀死刘敬宣。自号齐王，以辟闾道秀为青州刺史，在广固举兵响应司马休之。《宋书》记载司马道赐被刘敬宣的下属杀死。《魏书》《晋书》《资治通鉴》记载，五月司马道赐与司马休之、鲁宗之、司马文思等人投奔后秦。义熙十三年（417年）刘裕灭后秦，司马道赐与司马休之、司马文思、司马国璠投靠北魏长孙嵩。北魏封他为池阳子，后来晋升为池阳侯。司马道赐、司马国璠和司马文思不和。北魏泰常五年（420年）司马文思上告司马道赐、司马国璠谋反，魏明元帝将他们诛杀。